# František Pavel Harant z Polžic
František Pavel Harant z Polžic (31. ledna 1669, Praha – 17. ledna 1728, Krchleby) byl český šlechtic a poslední příslušník rodu Harantů z Polžic a Bezdružic.

## Životopis
František Pavel Harant z Polžic se narodil 31. ledna 1669 v Praze jako syn Adolfa Viléma Haranta a Anny Františky Harantové, hraběnky ze Schönfieldu. 
Po smrti Adolfa Viléma roku 1675, převzal František Pavel jilemnické panství ještě jako nezletilý, proto některé povinnosti za něj plnila jeho matka (např. roku 1683 dovolila jilemnickým krejčím zřídit svůj vlastní cech). 
František Pavel se oženil s Marií Josefou, hraběnkou Carettovou z Millesima, jejich manželství však bylo bezdětné.
Roku 1701 prodal Jilemnické panství Ferdinandu Bonaventurovi z Harrachu, který tím po 209 letech sjednotil původní štěpanické panství. Za peníze získané prodejem zakoupil roku 1703 Krchleby u Čáslavi  a v roce 1710 zakoupil Šebestěnice na Kutnohorosku.
Po dlouhotrvající nemoci zemřel 15. ledna 1728. Vzhledem k tomu, že zemřel bez potomků, vymřel s ním nejspíše i celý rod Harantů z Polžic a Bezdružic. Je pohřben v kostele svatého Václava v Krchlebech.